# Tatra-Nationalpark (Polen)
Der Tatra-Nationalpark (polnisch: Tatrzański Park Narodowy, TPN) ist ein Nationalpark in Polen, der in der Woiwodschaft Kleinpolen an der slowakischen Grenze liegt.

## Allgemeines
Obwohl der Nationalpark 1954 offiziell gegründet wurde, gab es schon seit 1925 erste gemeinsame Versuche mit der Tschechoslowakei zum Schutz der Tatra. Bereits 1937 wurde in den staatlichen Wäldern des Gebiets ein geschützter Park eröffnet. Während man in der Tschechoslowakei schon 1949 den Tatra-Nationalpark (TANAP) gründete, wurde auf der polnischen Seite erst 1954 ein Nationalpark realisiert. Im Jahre 1993 wurden der polnische und slowakische Teil des Nationalparks Tatra von der UNESCO zu einem Biosphärenreservat erklärt. Die Tatra ist ein Gebirgskomplex des Fatra-Tatra-Gebietes der Karpaten. Hier findet man in Polen sonst einzigartige Berge alpinen Typs, die ein Relief mit Höhenunterschieden bis zu 1700 m bieten. Der Großteil der Tatra liegt in der Slowakei, im kleineren polnischen Teil befindet sich die höchste Erhebung des Landes (Rysy, 2499,6 m n.p.m.).

## Flora
Die Pflanzenwelt zeichnet sich durch eine typische Stufenstruktur aus. Im unteren Hochwald (bis 1250 m n.p.m.) dominieren Tannen-Buchenwälder, im oberen Hochwald (bis 1550 m n.p.m.) Fichtenwälder, die in den Bereich der Krummholz-Zone und des Graslands (bis 1800 m n.p.m.) übergreifen. Über dieser Höhe beginnt die alpine Stufe. Man schätzt für den Nationalpark eine Anzahl von über 1000 Gefäßpflanzenarten, von denen 85 dem Artenschutz unterstehen. Viele der im Park wachsenden Pflanzen sind Endemiten der Tatra, beziehungsweise der Karpaten. Zu nennen wären hier beispielsweise die Zirbelkiefer, der Karpaten-Steinbrech, der Karpaten-Rittersporn, der Silberwurz und der Trauben-Steinbrech. Gesondert zu erwähnen sind außerdem auch die Dreispaltige Simse und das Zweizeilige Kopfgras, die eine endemische Gemeinschaft von Hochgebirgsgräsern bilden und sich im Herbst rot färben und einem großen Teil der Berge eine charakteristische Farbe verleihen, den „Czerwony Wierch“ (Roter Gipfel).

## Fauna
Die überaus reiche Tierwelt des Nationalparks zeichnet sich ebenfalls durch viele Endemitem sowie seltene und geschützte Arten aus. Zu den Seltenheiten der hiesigen Fauna gehören die schon seit Mitte des 19. Jahrhunderts geschützten Gämsen und Murmeltiere sowie die Braunbären, Luchse, Wölfe, Fischotter und einige Dutzend Vogelarten, darunter der Steinadler, der Mauerläufer und die Alpenbraunelle. In den höheren Waldpartien nisten der Auerhahn, der Birkhahn und das Haselhuhn. In den Wäldern zahlreich vertreten sind die Hirsche und Rehe sowie kleine Nagetiere.